# Twierdzenie Mermina-Wagnera
Twierdzenie Mermina-Wagnera (twierdzenie Mermina–Wagnera–Hohenberga, twierdzenie Colemana) – twierdzenie z dziedziny kwantowej teorii pola i fizyki statystycznej, mówiące, że niemożliwe jest spontaniczne złamanie ciągłej symetrii przy skończonej (dodatniej) temperaturze w układzie o wymiarze jeden lub dwa z wystarczająco krótkozasięgowymi oddziaływaniami.
Gdyby bowiem takie spontaniczne złamanie symetrii nastąpiło, wtedy odpowiednie bozony Goldstone’a (w fizyce statystycznej mówimy o modach Goldstone’a), jako bezmasowe, posiadałyby rozbieżności w funkcjach korelacji.